# II symfonia „Symphony of Chorales” Fossa
II symfonia „Symphony of Chorales” – utwór instrumentalny, skomponowany przez Lukasa Fossa w latach 1955–1958.
Kompozycja przeznaczona jest na wielką orkiestrę symfoniczną. Powstała na zamówienie Koussevitzky Music Foundation, dedykowana pamięci Alberta Schweitzera na prośbę bostońskiego Albert Schweitzer Fellowship.

## Premiera
Prawykonanie symfonii miało miejsce w Pittsburghu 24 października 1958, z udziałem Pittsburgh Symphony Orchestra pod dyrekcją Williama Steinberga, natomiast 31 października 1958 odbyła się premiera w bostońskiej Symphony Hall w wykonaniu Bostońskiej Orkiestry Symfonicznej pod batutą kompozytora.

## Budowa i charakterystyka utworu
Symfonia pochodzi z pierwszego okresu twórczości Fossa, w przeważającej mierze neoklasycystycznego. Kompozytor osadził symfonię na chorałach Bacha, ale zinternalizował bachowskie pierwowzory do tego stopnia, że straciły one swoją oryginalną formę. Dzięki temu mógł dowolnie przebudowywać ich wewnętrzną strukturę, wprowadzać zamierzony chaos i ostre dodekafoniczne brzmienia, zagęszczać orkiestrację i realizować „kapryśnie nieortodoksyjne instrumentarium” (saksofon i mandolina).
Symfonia składa się z czterech części:
I Toccata: Allegro (chorale 90 „Hilf, Gott, daß mir’s gelinge”)
II Contrapunctus: B-A-C-H. Andante sostenuto (chorale 77, 78 „Herr, ich habe mißgehandelt”)
III Allegretto tranquillo (chorale 139 „Nun ruhen alle Wälder”)
IV Introduzione Vivace (chorale 133 „Nun danket alle Gott”)
Pierwsza część zaczyna się motoryczną pulsacją toccaty, którą Foss buduje wokół chorału „Hilf, Gott, daß mir’s gelinge”, używając kontrapunktowych wtrętów i chromatycznych ekspresji.
W części drugiej kompozytor zestawia chorał pokutny „Herr, ich habe mißgehandelt” z motywem B-A-C-H, tworząc w ten sposób rytuał cyklicznego przywoływania nazwiska Bacha we wszystkich kluczowych elementach tej części symfonii.
Część trzecia przywołuje skojarzenia wariacji na temat „Nun ruhen alle Wälder”. Pobożny chorał przybiera formę kołysanki i w miarę kolejnych przekształceń staje się delikatny, taneczny i „nieco psotny”.
Część czwarta zbudowana jest na bazie popularnego chorału dziękczynnego „Nun danket alle Gott”. Foss otwiera ją dramatyczną fanfarą, następnie zakotwicza linię melodyczną basu w powolnym metrum, po czym miesza tempa prowadząc temat w kierunku „histeryczno-optymistycznego” finału.

## Instrumentarium
- 3 flety, w tym 2 flety piccolo
- 2 oboje
- rożek angielski
- 3 klarnety, w tym klarnet basowy
- saksofon tenorowy
- 3 fagoty, w tym kontrafagot
- 4 waltornie
- 3 trąbki
- 3 puzony, w tym 1 puzon basowy
- tuba
- kotły
- 3 perkusje
- harfa
- fortepian
- mandolina
- instrumenty smyczkowe:
I skrzypce
II skrzypce
altówki
wiolonczele
kontrabasy